# Vederstaartbuidelmuis
De vederstaartbuidelmuis (Distoechurus pennatus) is een klimbuideldier uit Nieuw-Guinea. De vederstaartbuidelmuis is de enige soort van het geslacht Distoechurus, dat samen met de Australische vliegende buidelmuizen de familie der vliegende buidelmuizen (Acrobatidae) vormt. De soort is van zeeniveau tot op 1900 m hoogte gevonden in de meeste delen van Nieuw-Guinea en komt voornamelijk voor in door mensen verstoorde bossen en zelfs in dorpen en tuinen. Hoewel er vooralsnog slechts één soort wordt erkend, hoewel de vachtkleur regionaal variabel is.

## Kenmerken
Dit kleine klimbuideldier is te herkennen aan de rij haren aan de zijkanten van de staart waaraan het dier zijn naam dankt. De bovenkant van het lichaam is grijs, de onderkant wit. Over het midden van de kop loopt een brede witte streep, met daarnaast, langs de ogen, een zwarte streep. Onder die streep, van de oren over de wangen tot de bek, loopt weer een witte streep, en daaronder, aan de zijkanten van de hals, loopt een tweede zwarte streep. Vrouwtjes hebben meestal twee, maar soms vier mammae. Vrouwtjes zijn groter dan mannetjes. De kop-romplengte bedraagt 10,5 tot 13,5 cm, de staartlengte 126 tot 155 mm, de achtervoetlengte 18,5 tot 21,2 mm, de oorlengte 9,5 tot 13,8 mm en het gewicht 38,0 tot 62,0 g.

## Leefwijze
De vederstaartbuidelmuis is een actieve, beweeglijke klimmer met scherpe nagels aan alle tenen. Het dier maakt nesten in boomholtes en waarschijnlijk ook tussen bladeren. De soort eet insecten (liefst cicaden) en plantaardig materiaal als fruit.

## Voortplanting
Deze dieren leven in groepjes van 2 tot 3 dieren. Waarschijnlijk krijgen vrouwtjes per worp een of twee jongen, die eerst in de buidel worden gedragen, waarna ze later op haar rug meeliften.